# Censeau
Censeau é uma comuna francesa na região administrativa de Borgonha-Franco-Condado, no departamento de Jura. Estende-se por uma área de 9,86 km². Em 2010 a comuna tinha 316 habitantes (densidade: 32 hab./km²).